# Plaza de Santa Eulalia (Segovia)
La plaza de Santa Eulalia está situada en la ciudad de Segovia, Castilla y León, España. Constituye el centro del barrio de Santa Eulalia, fue declarada Bien de Interés Cultural el 19 de febrero de 2017. El principal monumento de la plaza es la iglesia de Santa Eulalia.

## Historia

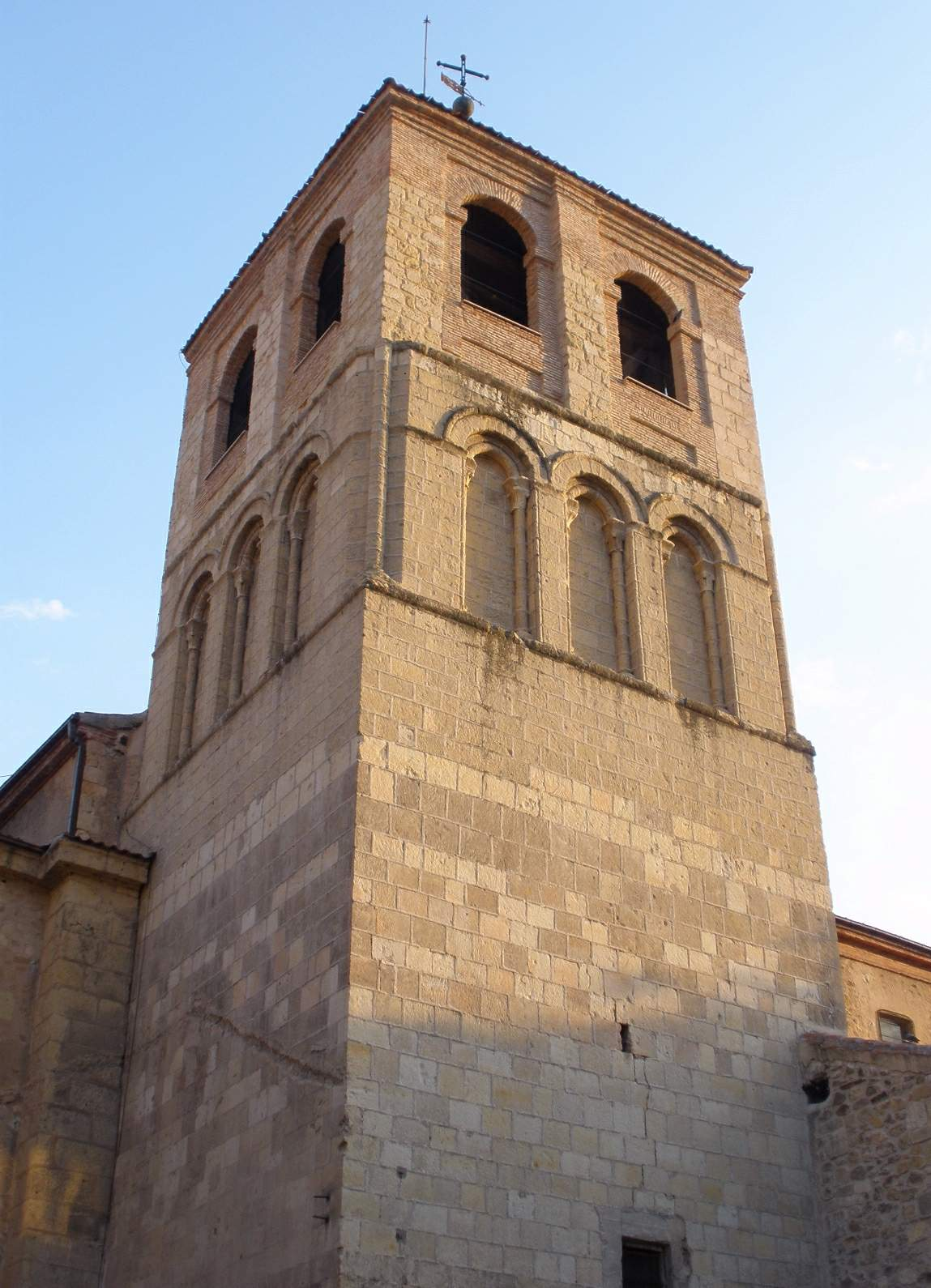
Torre de la iglesia de Santa Eulalia.

La plaza de Santa Eulalia era el foco del barrio de los tejedores de paños segovianos. En ella se encontraba el conjunto más homogéneo de arquitectura civil del siglo XVI de la ciudad, caracterizado por casas construidas con ladrillo y armazón de madera, con frentes de fachadas con soportales. Singular ejemplo de arrabal de mercado, conserva y mantiene en gran medida la huella y memoria histórica de este tipo de asentamientos. En la actualidad, el carácter de la plaza permanece prácticamente inalterado en cuanto a la trama originaria se refiere. Conserva, a pesar de las transformaciones sufridas, edificaciones de interés, por lo que este espacio se configura como único testigo y huella del ámbito extramuros de la ciudad de Segovia, declarada Patrimonio de la Humanidad por la Unesco en 1985.
No era habitual que la nobleza construyera sus casas extramuros, por lo que en el arrabal fueron escasas las casonas y construcciones señoriales. En la actualidad, como testigo de este tipo de construcciones, en la esquina entre la plaza de Santa Eulalia y la calle San Antón, se encuentra la Casa de los Comuneros Hermanos Buitrago de finales del siglo XV principios del siglo XVI. Su fachada a la plaza de Santa Eulalia presenta portal enmarcado mediante arco de medio punto, ejecutado con grandes sillares de jambas y dovelas de arco, enmarcado con un alfiz.
Asimismo el conjunto conserva, entre los edificios que formaron parte de las edificaciones agregadas sobre los muros que delimitaban hacia el oeste del antiguo convento de San Francisco, interesantes ejemplos de arquitectura civil residencial del siglo XIX, que han ofrecido un paisaje urbano peculiar durante más de un siglo. De esta misma época, por detrás de la iglesia de Santa Eulalia se localizan algunas edificaciones de menor relevancia, que conservan singularidades locales como el esgrafiado segoviano.
A partir del siglo XX empiezan a aparecer nuevas tipologías edificatorias, con más altura, que responden a una imagen menos autóctona, provocando en algunos casos impactos visuales discordantes con el entorno. La aparición y colmatación del tejido mediante nuevas tipologías edificatorias, han provocado una importante transformación del lugar, a pesar de lo cual el carácter de la Plaza permanece prácticamente inalterable y en buen estado de conservación en cuanto a la trama originaria se refiere.